# Кахоїанебі
Кахоїанебі (груз. კახოიანები) — село в Грузії.
За даними перепису населення 2014 року в селі проживає 62 особи.